# Jemenitische dans
De Jemenitische dansen zijn dansen die traditioneel in Jemen worden gedanst. Zij onderscheiden zich van andere volksdansen daarin dat veel bewegingen verfijnder zijn, zowel van het hoofd, als de handen en andere lichaamsdelen. Deze verfijndheid komt overeen met de Arabische melodieën waarop zij gedanst worden, waarin halve noten veelvuldig voorkomen. Verder wordt wel een verband gelegd met de verfijnde kunst van het Jemenitische volk, zoals fijne sieraden en kalligrafie.
Normaal gesproken worden de dansen in traditionele Jemenitische klederdracht gedanst, waarbij mannen gewaden en vrouwen vaak rijk versierde kleding dragen.
In veel landen zijn de Jemenitische dansen bekend geworden door Jemenitische joden die naar Israël zijn geëmigreerd en hun nakomelingen, en die van daaruit de dansen ook in het westen bekendheid hebben gegeven. Een zangeres die deze traditie wereldberoemd maakte, was Ofra Haza.